# Leucania derufata
Leucania derufata är en fjärilsart som beskrevs av Embrik Strand 1917. Leucania derufata ingår i släktet Leucania och familjen nattflyn. Inga underarter finns listade i Catalogue of Life.